# Auguste de Legnica
Le comte Auguste de Legnica (polonais : August hrabia legnicki; allemand : Graf August von Liegnitz; Brieg, 21 août 1627 – Siebenhufen près de Przeworno, 14 mai 1679), est membre de la Dynastie Piast.
Il est le neuvième (quatrième survivant), fils de Jean-Christian de Brzeg, duc de Brzeg-Legnica-Wołów-Oława, mais le premier-né de sa seconde épouse, Anne-Hedwige de Sitzsch.

## Biographie
Le mariage du duc Jean-Christian et Anne-Hedwige est considéré comme un Mariage morganatique et en conséquence, les éventuels enfants nés d'entre eux sont exclus de la succession du duché de Legnica-Brzeg. Le statut de Anne-Hedwige change considérablement quand elle est élevée au rang de baronne par l'empereur Ferdinand II, le 7 décembre 1627. Peu de temps après, le 18 février 1628, Auguste est également élevé au rang de baron avec le titre de baron de Legnica (allemand : Freiherr von Liegnitz), un titre qui assure l'avenir des enfants du couple. Seulement deux frères et sœurs, survivent à la petite enfance: Sigismond et Jeanne-Élisabeth de Legnica, par le mariage baronne Berka von Dub und Leipa. Aucun d'entre eux n'a de descendants.
Après le déclenchement de la Guerre de Trente Ans, le jeune Auguste et sa famille fuient vers la Pologne, d'abord à Toruń et, plus tard, à Ostróda, où ses parents meurent, en 1639.
Auguste est élevé au rang de comte, avec le titre de comte de Legnica (allemand : Graf von Liegnitz) en Bohême par un ordre royal à Ratisbonne le 12 janvier 1664.
En 1675, son neveu Georges Guillaume de Legnica, le dernier des Piast, duc de Legnica-Brzeg, meurt sans descendance. Auguste fait sa demande sur les duchés, comme le dernier représentant mâle de la famille (son jeune frère Sigismond est mort en 1664). La clé de son éventuel succès aurait été la démonstration que l'accord du 24 juin 1626 qui prive les descendants d'Anne Hedwige de Sitzsch des droits de succession sur Legnica-Brzeg n'est valable que si les descendants du duc Jean Christian, issus du premier mariage sont vivants.
Les demandes d'Auguste sont finalement rejetées, et en compensation, l'Empereur Léopold Ier lui accorde une rente annuelle. Auguste n'a pu garder que deux districts: Przeworno et Kantorowice près de Brzeg.
Auguste est le dernier mâle de la dynastie des Piast, est décédé le 14 mai 1679 dans son château de Siedminie (Siebenhufen) et le 28 septembre de cette année, il est enterré dans l'Église de la Sainte Trinité dans Przeworno.

## Mariages et descendants
Le 8 octobre 1653, Auguste épouse Élisabeth (d. 24 avril 1660), fille de Jean-Adam Raupowsky von Raupow, baron de Ruppau, et veuve de Karl Déodat, baron de Zahradek. Ils ont trois enfants:
1. Le comte Christian Auguste de Legnica (30 avril 1655 - 26 mai 1671).
2. La comtesse Anne Louise Élisabeth de Legnica (18 janvier 1658 - 2 novembre 1659).
3. La comtesse Jeanne Élisabeth de Legnica (b. et d. 5 avril 1660).

Le 2 août 1665, Auguste s'est remarié à Élisabeth-Charlotte (Dillenbourg, 2 juin 1643 - Györ (Hongrie), 2 mars 1686), fille de Georges de Nassau-Dillenbourg. Cette union n'a pas d'enfant.